# Галапа
Галапа (исп. Galapa) — город и муниципалитет на севере Колумбии, на территории департамента Атлантико.

## История
Поселение, из которого позднее вырос город, было основано в 1600 году. Муниципалитет Галапа был выделен в отдельную административную единицу в 1873 году.

## Географическое положение
Город расположен в северной части департамента, в пределах Прикарибской низменности, на расстоянии приблизительно 6 километров к юго-западу от города Барранкилья, административного центра департамента. Абсолютная высота — 75 метров над уровнем моря.
Муниципалитет Галапа граничит на севере с территорией муниципалитета Барранкилья, на западе — с муниципалитетом Тубара, на юге — с муниципалитетом Бараноа, на востоке — с муниципалитетом Соледад, на юго-востоке — с муниципалитетом Маламбо. Площадь муниципалитета составляет 98 км².

## Население
По данным Национального административного департамента статистики Колумбии, совокупная численность населения города и муниципалитета в 2015 году составляла 42 706 человек.
Динамика численности населения муниципалитета по годам:
| 2005   | 2006   | 2007   | 2008   | 2009   | 2010   | 2011   | 2012   | 2013   | 2014   | 2015   |
| ------ | ------ | ------ | ------ | ------ | ------ | ------ | ------ | ------ | ------ | ------ |
| 32 012 | 33 024 | 34 018 | 35 030 | 36 066 | 37 118 | 38 186 | 39 284 | 40 403 | 41 543 | 42 706 |

Согласно данным переписи 2005 года мужчины составляли 50,7 % от населения Галапы, женщины — соответственно 49,3 %. В расовом отношении белые и метисы составляли 63,1 % от населения города; индейцы — 27,6 %; негры, мулаты и райсальцы — 9,3 %.
Уровень грамотности среди всего населения составлял 89,5 %.

## Экономика
64,7 % от общего числа городских и муниципальных предприятий составляют предприятия торговой сферы, 28,4 % — предприятия сферы обслуживания, 6,5 % — промышленные предприятия, 0,4 % — предприятия иных отраслей экономики.

## Транспорт
Через город проходит национальное шоссе № 90 (исп. Ruta Nacional 90).